# Günter Rexrodt
Günter Rexrodt als Bundestagsabgeordneter, 2002

Link zum Bild

Günter Rexrodt (* 12. September 1941 in Berlin; † 19. August 2004 ebenda) war ein deutscher Politiker (FDP) und von 1993 bis 1998 Bundesminister für Wirtschaft.

## Leben und Beruf
Er wurde als Sohn von Wilhelm Rexrodt, dem früheren Reichsgeschäftsführer der DDP, geboren. Das Abitur legte er 1960 in Arnstadt ab. Nach der Flucht aus der DDR und einem anschließenden Ergänzungsjahr in West-Berlin absolvierte er von 1961 bis 1967 ein Studium der Betriebswirtschaftslehre an der Freien Universität Berlin, das er als Diplom-Kaufmann beendete. 1971 promovierte Rexrodt zum Dr. rer. pol.
Ab 1968 arbeitete er bei der Industrie- und Handelskammer zu Berlin. 1979 wechselte er als Abteilungsleiter in die Berliner Senatsverwaltung für Wirtschaft.
Im April 1989 begann er eine Tätigkeit bei der Citibank zunächst in New York, war von Januar 1990 bis August 1991 Vorsitzender des Vorstandes der Citibank AG in Frankfurt am Main. Rexrodt wechselte dann im September 1991 zur Treuhandanstalt. Als Vorstand war er hier bis Januar 1993 für die Privatisierung der Land- und Bauwirtschaft sowie von DDR-Außenhandelsbetriebe verantwortlich.
Er nahm umfangreiche Nebentätigkeiten als mehrfacher Aufsichts- oder Beirat diverser Unternehmen wahr. Wichtigste Aktivitäten waren darunter:
- Präsident der Ghorfa (ab 2002)
- Aufsichtsratsmandat beim Allfinanzdienstleister AWD
- Aufsichtsrat der AGIV Real Estate AG in Hamburg (Vorsitzender)
- Aufsichtsrat der Berliner Effektengesellschaft AG Berlin
- Aufsichtsrat der DTZ Zadelhoff Holding AG Frankfurt am Main
- Aufsichtsrat der Gerling Versicherungs-Beteiligungs AG Köln
- Aufsichtsrat der Landau Media AG Berlin
- Mitglied des Beirates der medführer GmbH Darmstadt
- Mitglied des Anlagenausschusses der vc Trust Venture Capital AG
- Vice Chair, Global Panel Foundation (Berlin, Kopenhagen, New York, Prag, Sydney, Toronto)

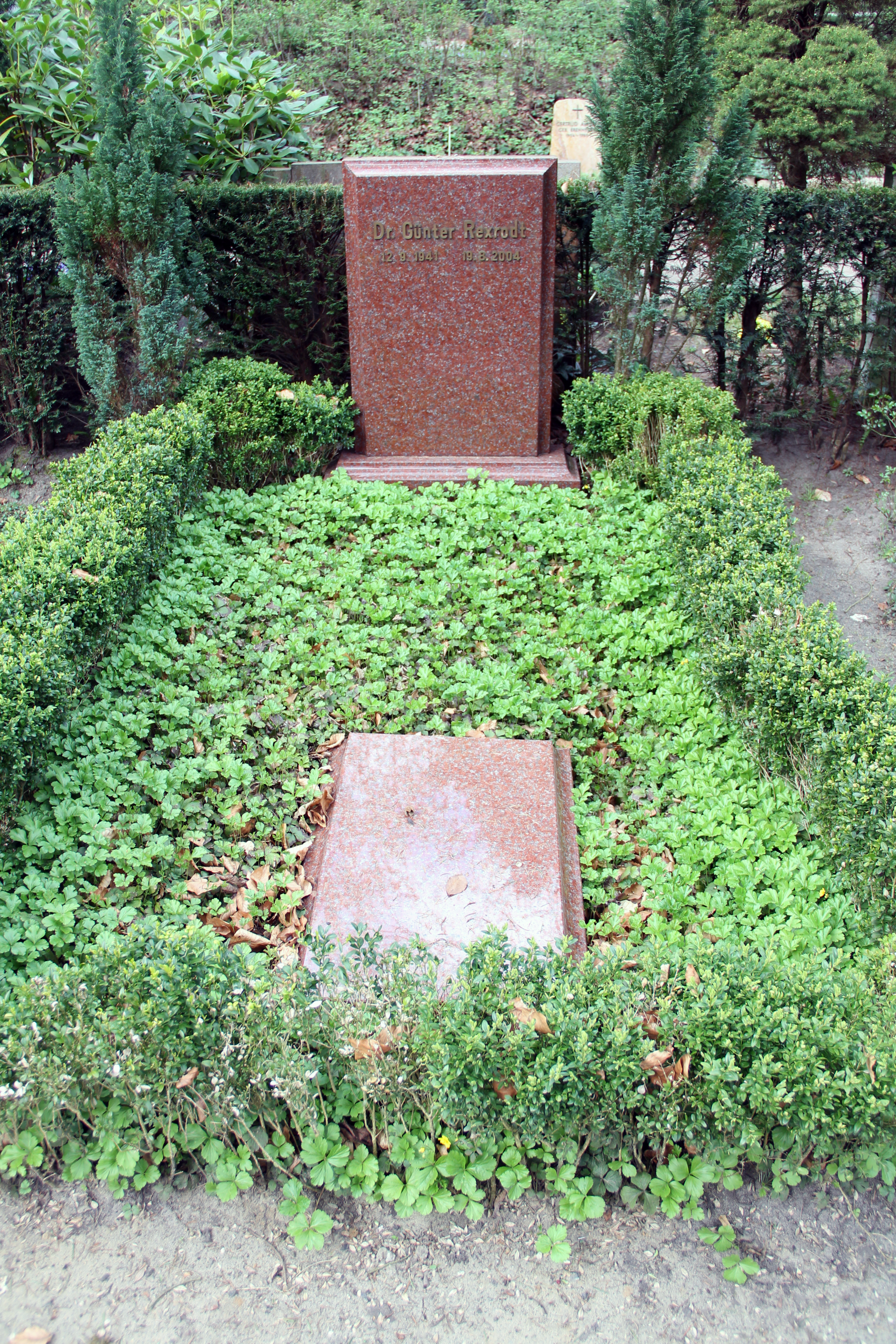
Grab von Günter Rexrodt auf dem Friedhof Heerstraße in Berlin-Westend

Günter Rexrodt musste sich im Mai 2004 wegen einer Krebserkrankung einer komplizierten Operation am Hals unterziehen. Er starb am 19. August 2004 bei einer Nachbehandlung in der Berliner Charité, allerdings nicht an Folgen der Krebserkrankung, sondern an plötzlichem Herztod, wie eine anschließende Obduktion ergab.
An der Trauerfeier für Günter Rexrodt in der Kaiser-Wilhelm-Gedächtniskirche in Berlin nahmen am 29. August 2004 rund 800 Personen teil, darunter Bundespräsident Horst Köhler sowie die Vorsitzenden von CDU und FDP, Angela Merkel und Guido Westerwelle. Gedenkreden hielten Bundeswirtschaftsminister Wolfgang Clement, der FDP-Ehrenvorsitzende Otto Graf Lambsdorff und der frühere BDI-Chef Hans-Olaf Henkel. Im Anschluss an die Feier erfolgte die Beisetzung auf dem landeseigenen Friedhof Heerstraße in Berlin-Westend (Grablage: 16-A-40/41).

## Familie
Rexrodts Vater Wilhelm Rexrodt war Reichsgeschäftsführer der Deutschen Demokratischen Partei bis 1931 und zählte nach 1945 in Sachsen-Anhalt und Halle zu den Mitbegründern der Liberal-Demokratischen Partei Deutschlands (LDP). Günter Rexrodt war in dritter Ehe verheiratet mit Ingrid Rexrodt, geb. Hoyermann, und ist Vater seines Sohnes Maximilian, der ebenfalls in der FDP politisch tätig ist.

## Partei
Seit 1980 war er Mitglied der FDP. Von 1983 bis 1987 sowie von 1989 bis 1994 war er stellvertretender Landesvorsitzender und von 1994 bis 1995 sowie von 2000 bis 2004 Landesvorsitzender der FDP Berlin. Seit 1990 war er Mitglied im FDP-Bundesvorstand, seit 1993 auch des Präsidiums der FDP. Seit 2001 war er Bundesschatzmeister der FDP. In diesem Amt war er unter anderem mit der Aufgabe betraut, die finanziellen Verstrickungen von Jürgen Möllemann im Rahmen der so genannten Flugblatt-Affäre aufzuklären.
Bei der Wahl zum Berliner Abgeordnetenhaus 1995 war er erstmals Spitzenkandidat seiner Partei. Unter seiner Führung sackte die FDP von 7,1 auf 2,5 % der Stimmen ab und war nicht mehr im Parlament vertreten. Hiernach erklärte Rexrodt seinen Rücktritt als Landesvorsitzender.
Nach langen parteiinternen Querelen, welche unter anderem ein erneutes Scheitern seiner Partei in Berlin im Jahr 1999 mit sich brachten (2,2 % der Stimmen), kehrte er im Jahr 2000 in sein früheres Amt zurück und war bei der Neuwahl zum Abgeordnetenhaus von Berlin 2001 erneuter Spitzenkandidat der FDP. Unter seiner Führung kehrte die FDP nach sechs Jahren Abwesenheit mit einem Ergebnis von 9,9 % der Stimmen in das Abgeordnetenhaus zurück.

## Abgeordneter
Von 1994 bis zu seinem Tode war Rexrodt Mitglied des Deutschen Bundestages. Er war stets über die Landesliste Berlin in den Deutschen Bundestag eingezogen. Das 2001 errungene Mandat im Berliner Abgeordnetenhaus nahm er zwar an, legte es jedoch bereits am 31. Januar 2002 nieder.

## Öffentliche Ämter
Von 1982 bis 1985 war er Staatssekretär in der Senatsverwaltung für Wirtschaft und von 1985 bis 1989 Senator für Finanzen des Landes Berlin in dem vom Regierenden Bürgermeister Eberhard Diepgen geführten Berliner Senat.
Am 21. Januar 1993 wurde er als Bundesminister für Wirtschaft in die von Bundeskanzler Helmut Kohl geleitete Bundesregierung berufen. Auch nach der Bundestagswahl 1994 war er im Kabinett vertreten. Nach der Bundestagswahl 1998 schied er am 26. Oktober 1998 aus der Bundesregierung aus.

## Ehrungen
- 1996: Großes Verdienstkreuz der Bundesrepublik Deutschland
- 1996: Großes Goldenes Ehrenzeichen am Bande für Verdienste um die Republik Österreich[4]
- 1996: Dinosaurier des Jahres des Naturschutzbunds Deutschlands für seine unablässigen Versuche, „jeden auch noch so geringen Fortschritt in der Umweltpolitik zu verhindern“.
- 1998: Chauvi des Jahres